# 飛行夾克

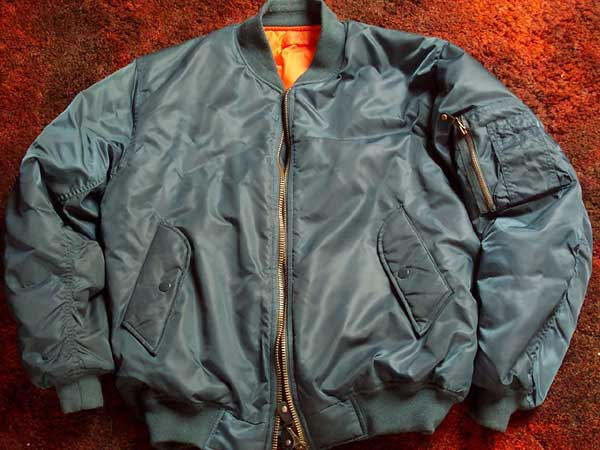
一件飛行夾克

飞行夹克是一种休闲夹克，最初是20世紀初專門為飞行员设计的服裝，最终隨著二战结束后，大量退伍士兵依然穿著飞行夹克等军装，飛行夾克也逐步成为民間服装和流行文化的一部分。